# Deutsche Weinstraße
Die Deutsche Weinstraße ist eine der ältesten touristischen Straßen in Deutschland und verläuft auf oder parallel zu den Bundesstraßen 38 und 271 durch das Weinanbaugebiet der Pfalz, das in der gleichnamigen Region im Südosten von Rheinland-Pfalz liegt und das zweitgrößte Weinanbaugebiet Deutschlands ist.

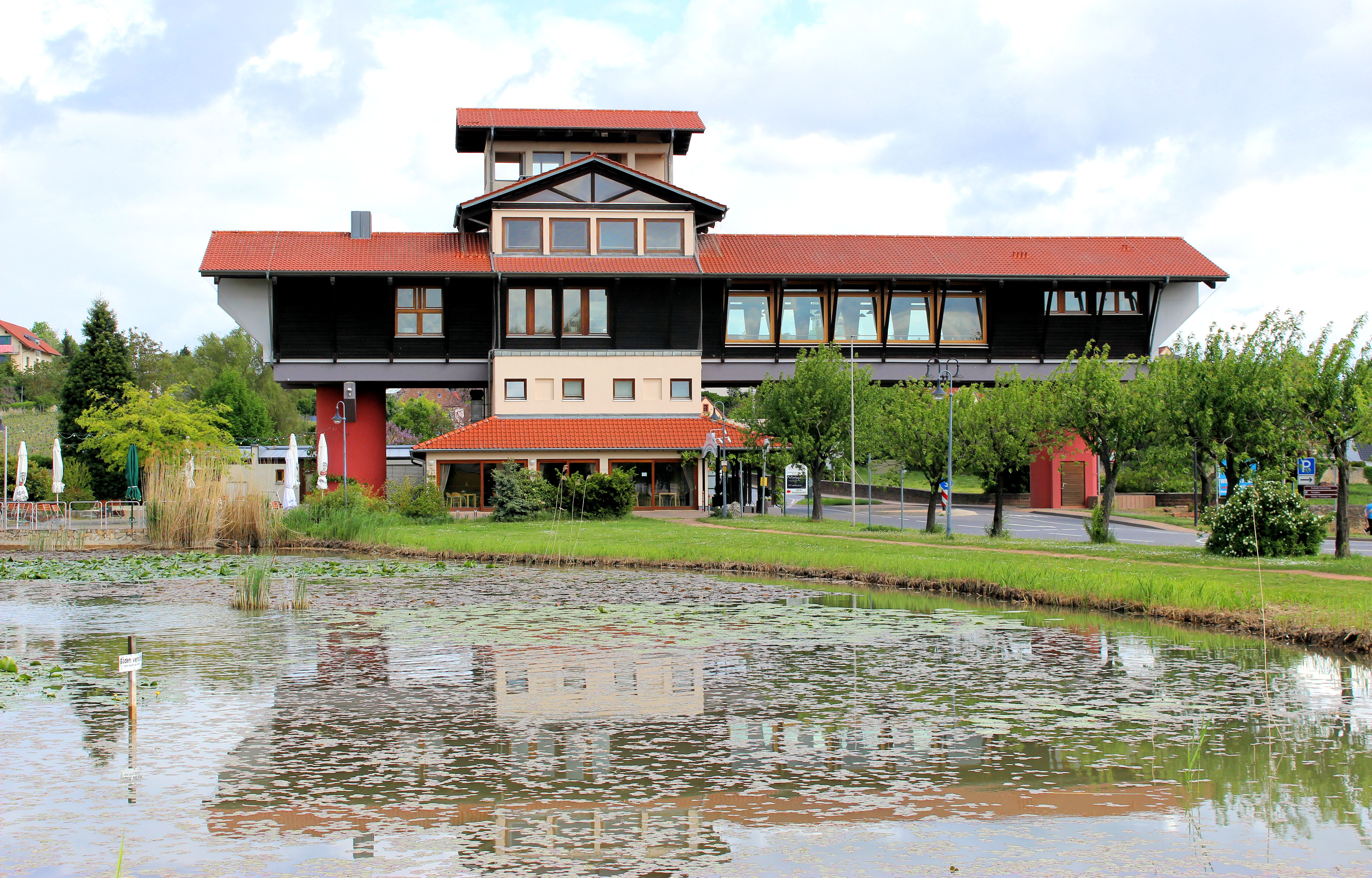
Das Haus der Deutschen Weinstraße

Die Straße ist etwa 85 Kilometer lang und verläuft anfangs von Südsüdwest nach Nordnordost, später genau nach Nord. Sie beginnt am Deutschen Weintor in Schweigen-Rechtenbach an der französischen Grenze und endet am Haus der Deutschen Weinstraße in Bockenheim, am Rande zu Rheinhessen.

## Geographie

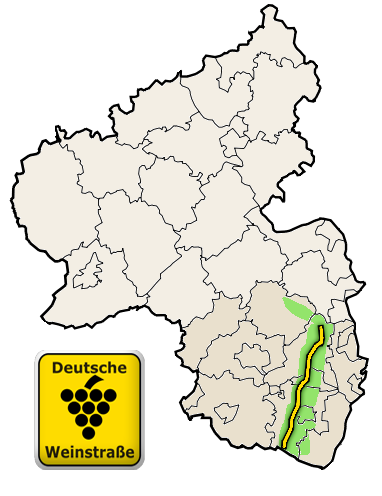
Deutsche Weinstraße innerhalb des pfälzischen Weinanbaugebiets (grün) in Rheinland-Pfalz

Zeichen 386.2: „Touristische Route“

Markiert wird die Deutsche Weinstraße durch ein Schild mit viereckigem gelbem Logo, das zwischen den beiden Namensteilen „Deutsche“ und „Weinstraße“ eine dreieckige stilisierte Weintraube zeigt, die aus zehn Beeren besteht.
Die Straße verläuft im süd- und vorderpfälzischen Haardtrand, dem Hauptteil der vom Tourismusmarketing geschaffenen „Ferienregion Deutsche Weinstraße“. Geologisch stellt sie einen Teil der westlichen Bruchstufe des Oberrheingrabens dar, in dem der Oberrhein fließt. Die Bruchzone wird im Westen begrenzt durch den Ostrand des Pfälzerwalds, die Haardt, im Osten liegt die Rheinebene. Die Breite der Hügellandschaft beträgt bis zu 15 Kilometer, ihre Höhenlage schwankt um 150 m ü. NHN und fällt nach Norden hin leicht ab.
Am Beginn der Deutschen Weinstraße im Süden steht an der Grenze zum französischen Elsass seit 1936 das Deutsche Weintor, am Ende zu Rheinhessen hin seit 1995 das Haus der Deutschen Weinstraße. Entlang der Route finden sich zahlreiche bekannte Weinorte. Viele tragen den Zusatz „an der Weinstraße“, der durchweg das frühere Attribut „an der Haardt“ ersetzt hat. Die Gemeinden an der Weinstraße sind im Artikel über das Weinanbaugebiet der Pfalz gekennzeichnet.
Mitunter tragen innerörtliche Straßen, auf denen die Deutsche Weinstraße verläuft, noch heute den zur Einrichtungszeit vorgeschriebenen Straßennamen Weinstraße, so zum Beispiel in den Ortsteilen Hambach und Diedesfeld von Neustadt an der Weinstraße oder auch in der Kreisstadt Bad Dürkheim.
Die Deutsche Weinstraße dient in der Anlage 3 der StVO als Beispiel für das Zeichen „Touristische Route“.

## Klima und Vegetation
Mit jährlich über 1800 Sonnenstunden besitzt das Gebiet um die Deutsche Weinstraße ein Klima, das fast an die Mittelmeerländer erinnert, mitunter wird die Gegend sogar als „Toskana Deutschlands“ beworben. Infolge des milden Klimas gedeihen hier im Freiland Feigen, Kiwis, Pinien, Zypressen, Palmen, Bananen und Esskastanien. Bekannt ist die Weinstraße auch durch die Mandelbäume, die rechts und links der Trasse stehen und hier meist bereits Ende Februar/Anfang März rosa oder weiß zu blühen beginnen. Dann wird in Gimmeldingen das Mandelblütenfest gefeiert.
Das typische Gewächs an der Deutschen Weinstraße ist allerdings die Weinrebe, welche die regionale Landwirtschaft nahezu ausschließlich prägt. Eingeführt durch die Römer kurz nach der christlichen Zeitenwende, fand die Rebe hier ideale Voraussetzungen: Wärme wie erwähnt, Regenarmut infolge des westlich vorgelagerten Pfälzerwalds, Abmilderung von nächtlichen Spätfrösten wegen der Hanglagen, die den Abfluss kalter Luftmassen in die Rheinebene beschleunigen.

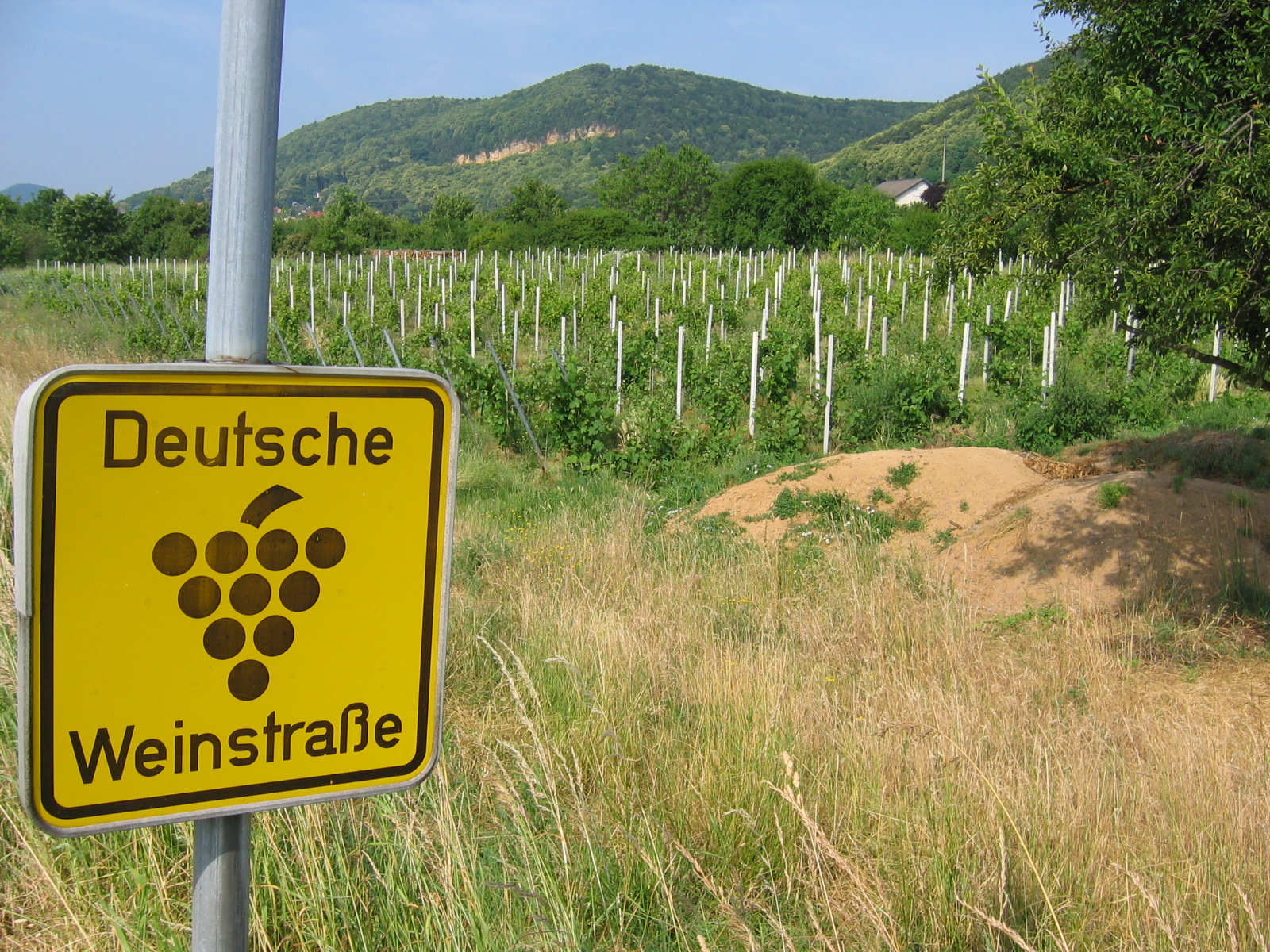
Blick über die Weinberge zur Haardt
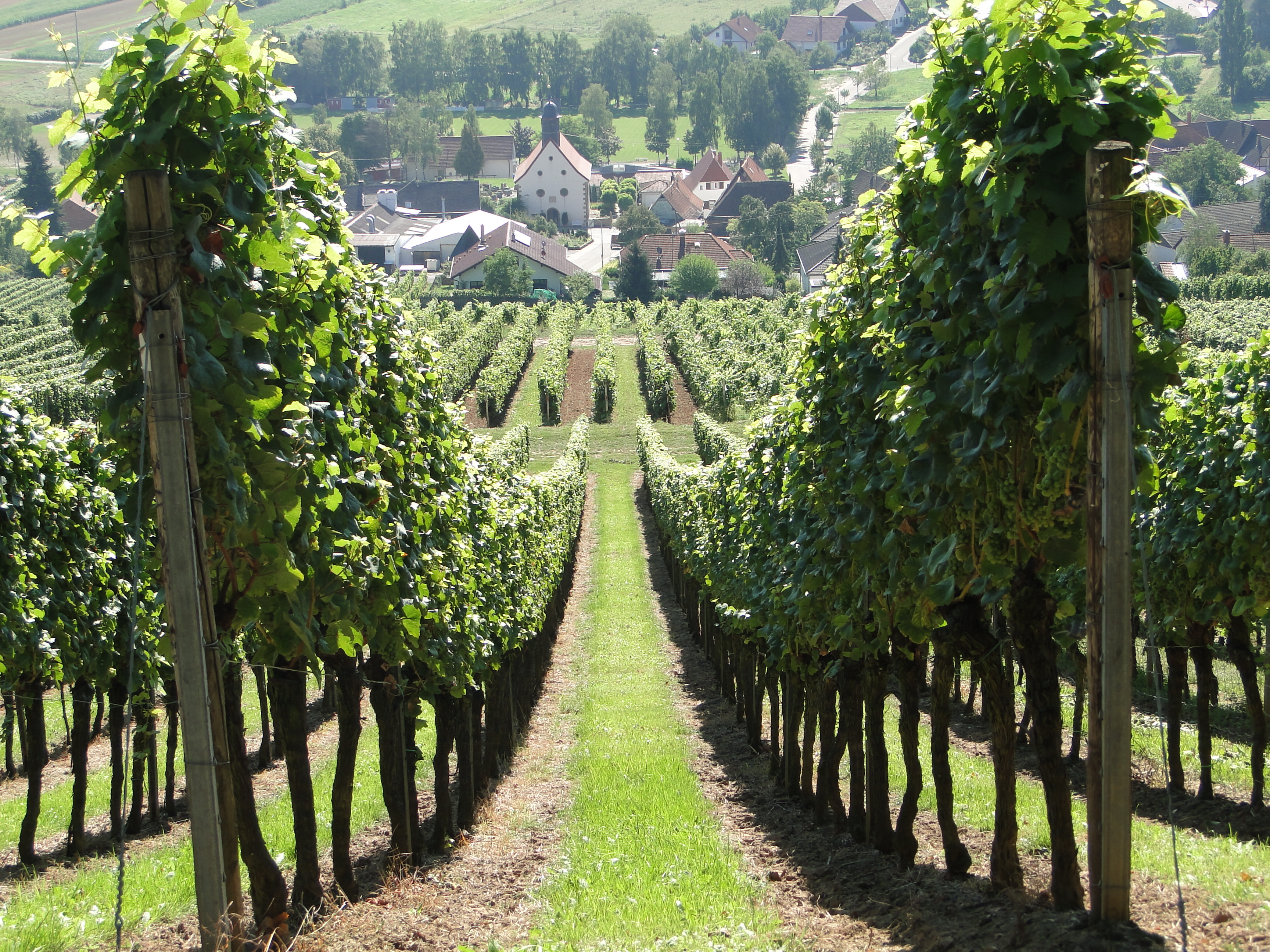
Weinberg-Hanglage bei Pleisweiler
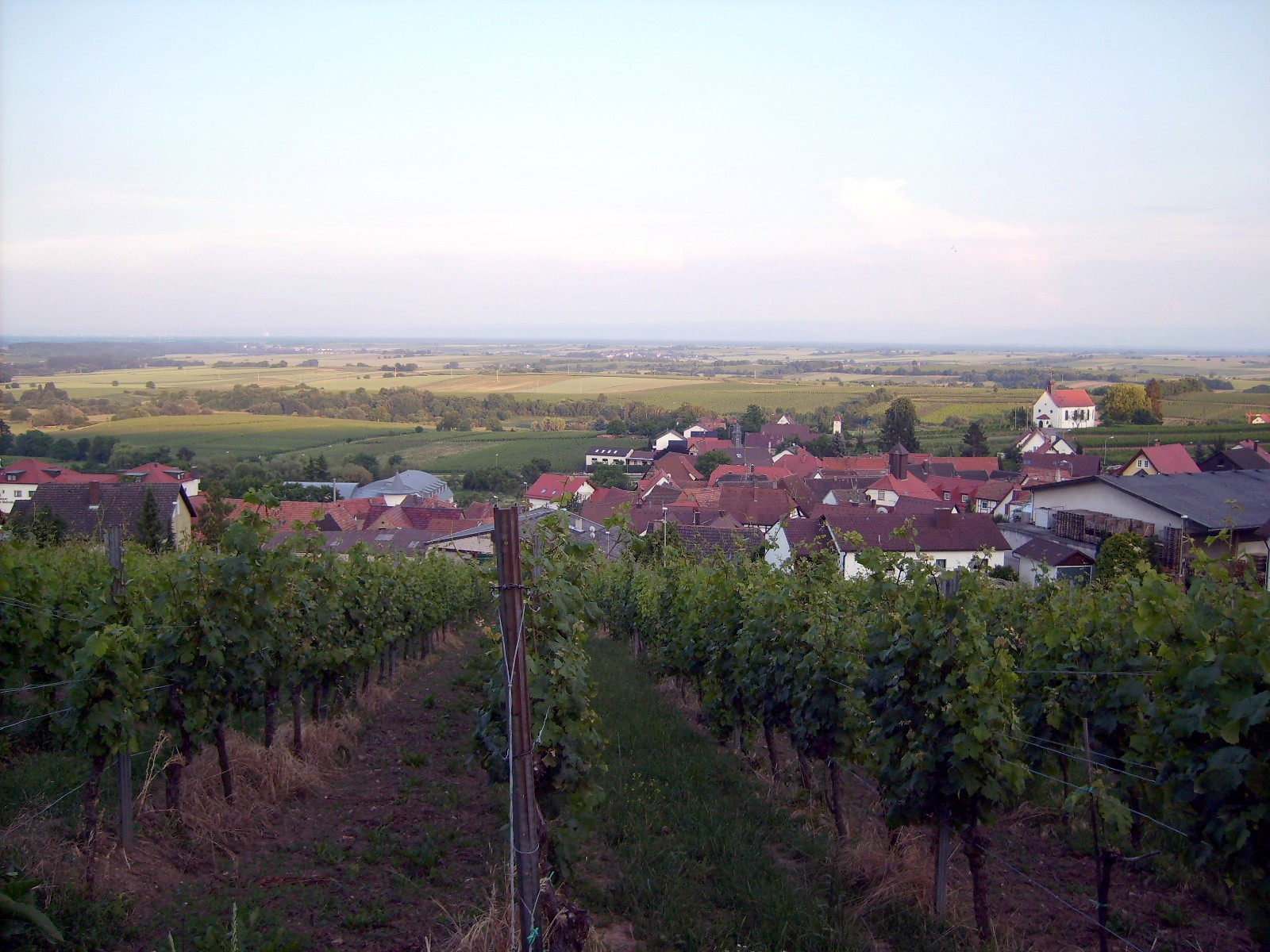
Blick über die Weinberge auf Gleiszellen
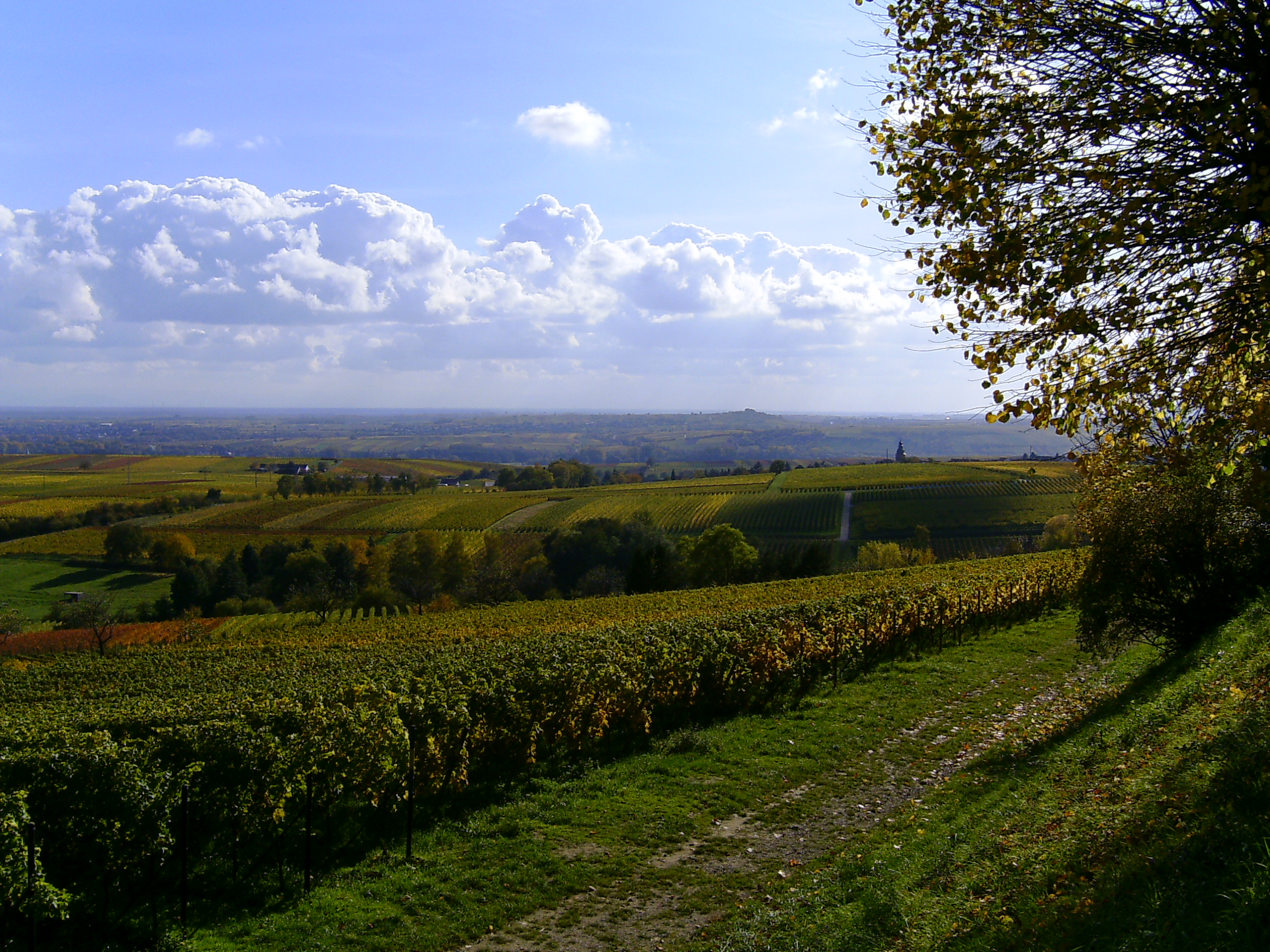
Südliche Weinstraße bei Gleisweiler
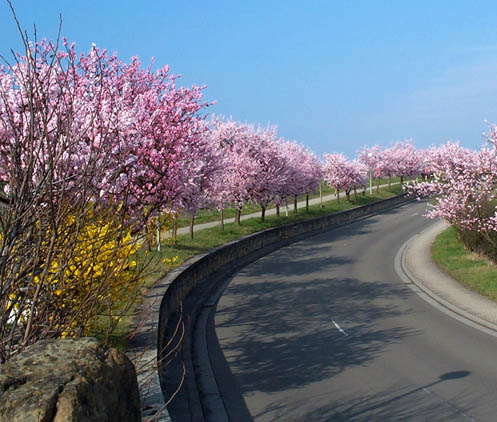
Mandelblüte bei Gimmeldingen
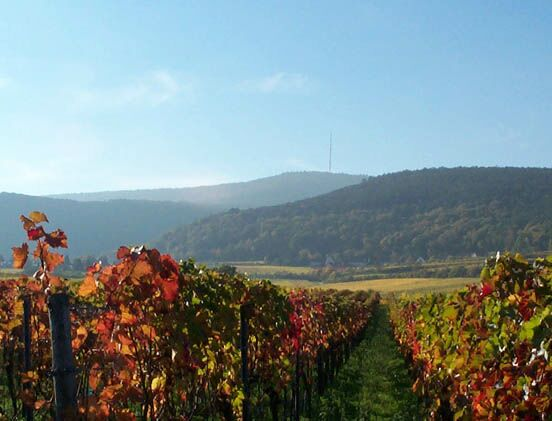
Weinberge vor der Kulisse des Weinbiets
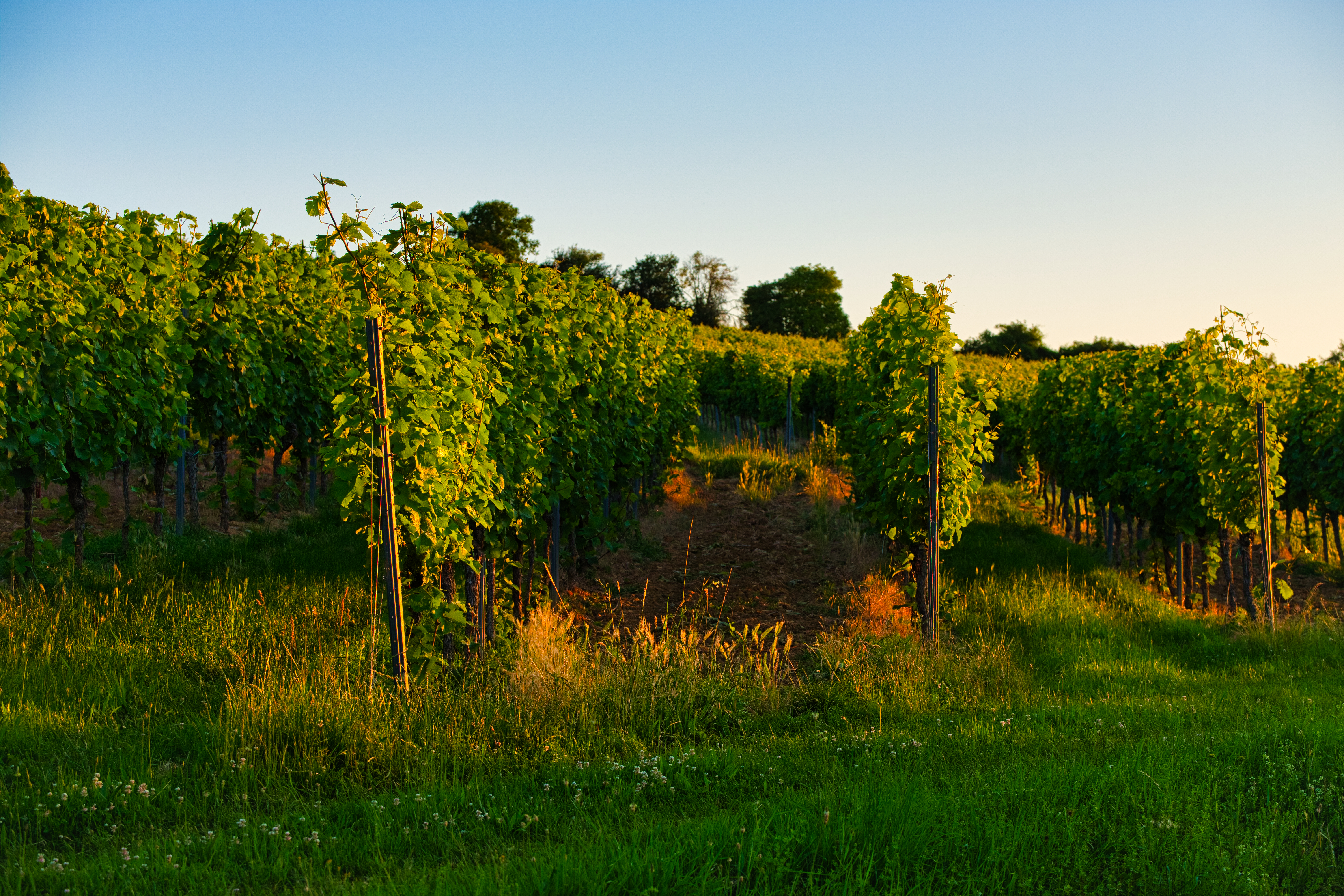
Weinberg an der Unterhaardt bei Grünstadt

## Wirtschaft

### Ferienregion Deutsche Weinstraße

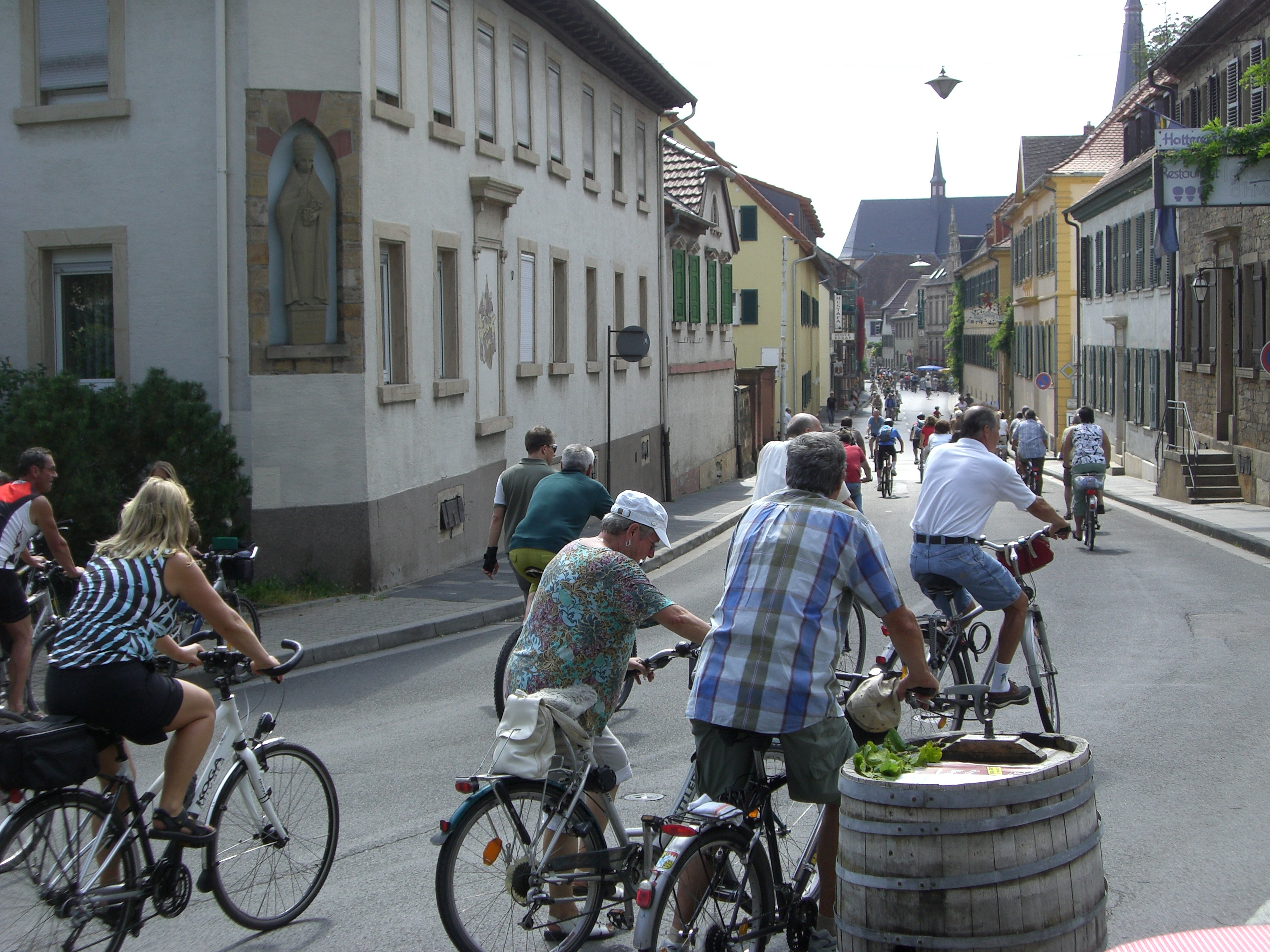
Erlebnistag Deutsche Weinstraße, hier in Deidesheim

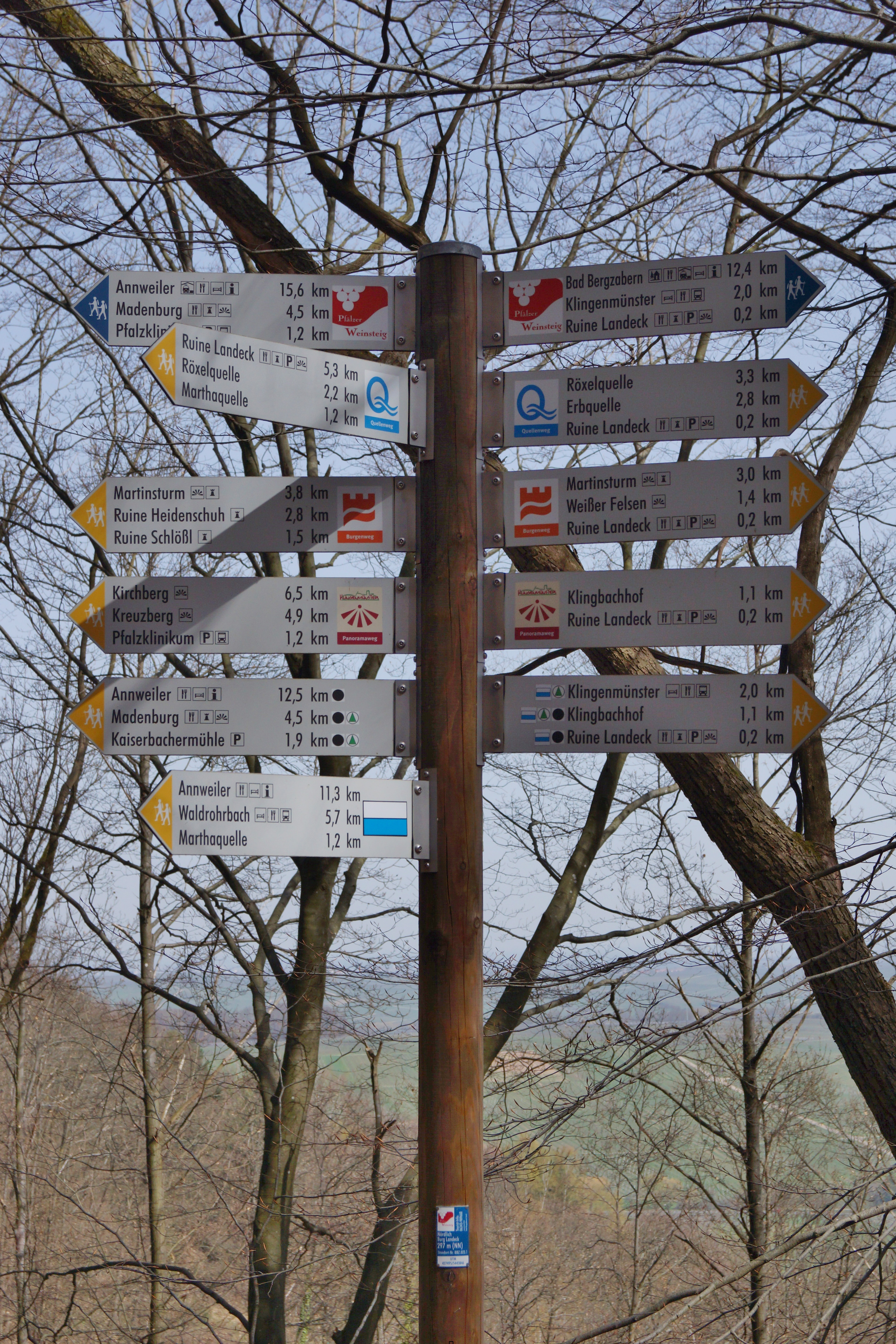
Pfälzer Weinsteig bei Klingenmünster

Die Deutsche Weinstraße ist heute ein Begriff, der ähnlich wie die Bergstraße auf der gegenüberliegenden Rheinseite nicht nur Name für einen Straßenzug ist, sondern der sich auch als Markenname Ferienregion Deutsche Weinstraße etabliert hat; sie ist damit zugleich ein Schlagwort für den Tourismus, der in dieser Gegend schon immer in enger Beziehung zum Weinbau stand. Für die in der Südpfalz gelegene Südhälfte der Deutschen Weinstraße wurde im letzten Viertel des 20. Jahrhunderts ein eigener zusätzlicher Marketingbegriff geprägt – Südliche Weinstraße, ausgehend von der Umbenennung des Landkreises Landau-Bad Bergzabern in Landkreis Südliche Weinstraße am 1. Januar 1978.
In Neustadt-Diedesfeld befindet sich die Weinstraßenmitte mit der Anschrift Weinstraße 612, sie wird mit einem Gästehaus touristisch beworben.
Parallel zur Deutschen Weinstraße verläuft als Radfernweg der Radweg Deutsche Weinstraße. Wie die Autostraße beginnt dieser in Schweigen-Rechtenbach und endet in Bockenheim. Er hat eine Länge von 95 Kilometern; hinzu kommen 35 Kilometer an zusätzlichen „Panoramarouten“, die seitwärts gelegene Ziele einbeziehen.
Der Pfälzer Weinsteig ist mit 170 Kilometern Länge und elf ausgewiesenen Tagesetappen der längste Premiumwanderweg in der Pfalz. Er führt in Süd-Nord-Richtung von Schweigen-Rechtenbach nach Bockenheim. Dabei wechselt die im Frühjahr 2011 eröffnete Wanderroute immer wieder hin und her zwischen dem Weinanbaugebiet an der Deutschen Weinstraße und dem Ostteil des Pfälzerwalds.
Zwischen 1985 und 2019 – mit Ausnahme des Jahres 1986 – wurde am letzten Sonntag im August der Erlebnistag Deutsche Weinstraße veranstaltet. Dabei wurde die Weinstraße acht Stunden lang für den motorisierten Verkehr gesperrt. Viele Vereine und Weingüter betrieben an diesem Tag Straußwirtschaften entlang der Weinstraße, und je nach Witterung nutzten bis zu 300.000 Radfahrer und Inlineskater das Angebot für einen Ausflug.

### Weinfeste

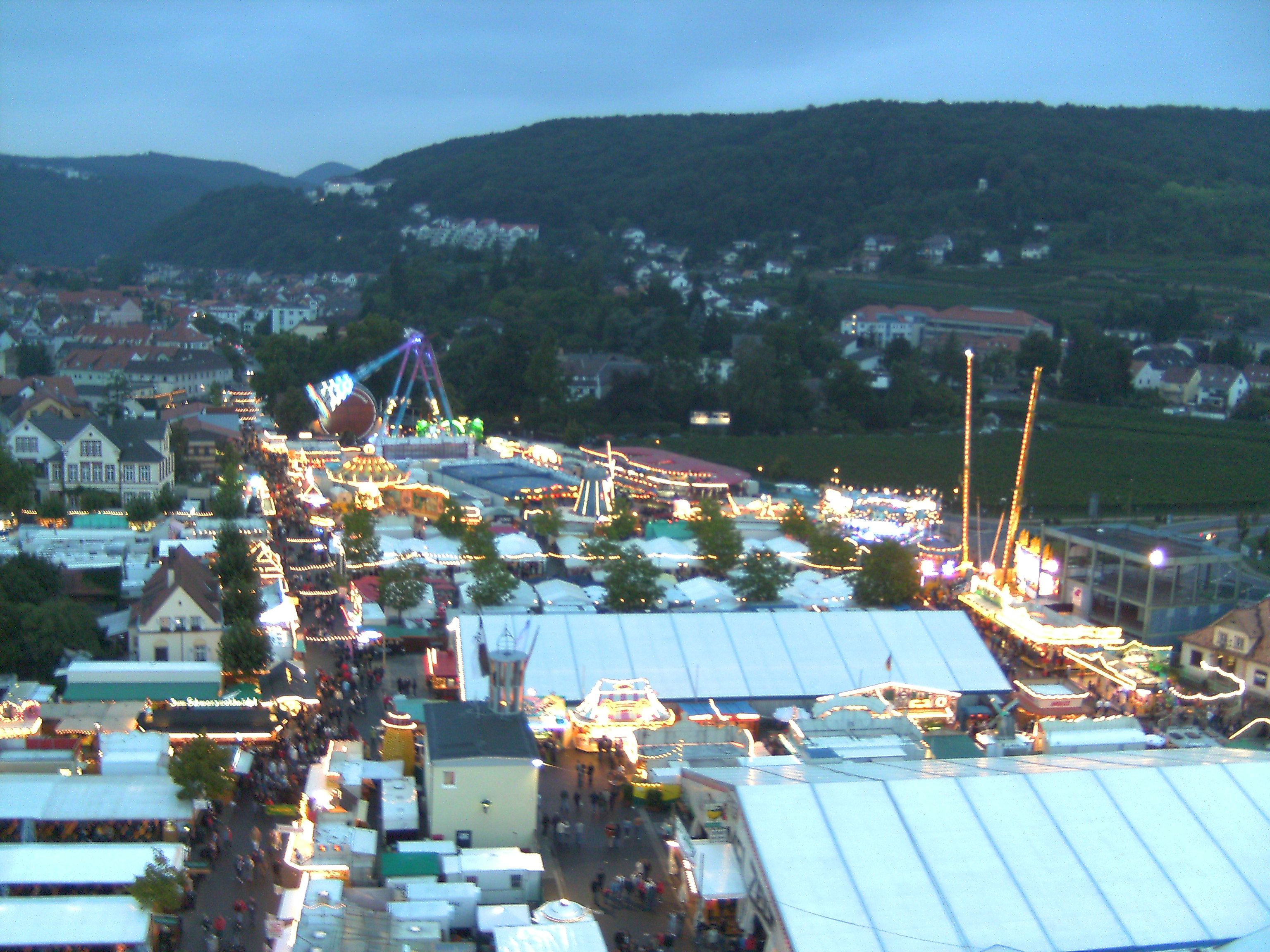
Dürkheimer Wurstmarkt vor der Mittelgebirgskulisse

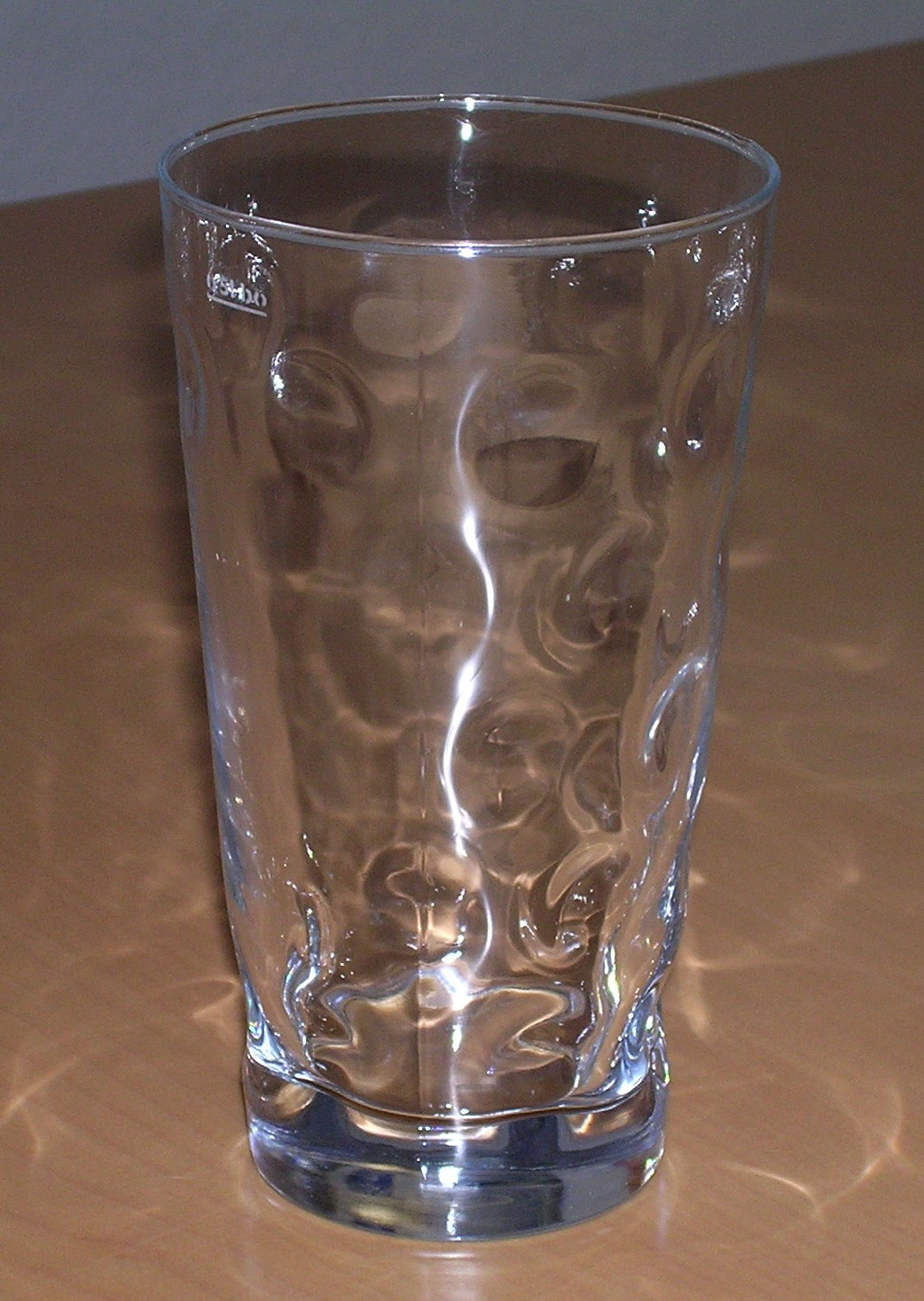
Das Dubbeglas

Zwischen März und Oktober finden zahlreiche Weinfeste statt. Die größten sind der Dürkheimer Wurstmarkt (im September), das Deutsche Weinlesefest in Neustadt an der Weinstraße, auf dem die Deutsche Weinkönigin gewählt wird (im September/Oktober), und das Fest des Federweißen in Landau (im Oktober). Überregionale Ausstrahlung besitzen zum Beispiel auch das Gimmeldinger Mandelblütenfest (im März oder April), die Deidesheimer Geißbockversteigerung (am Dienstag nach Pfingsten), das Eselshautfest in Mußbach (im Juni/Juli), das Kändelgassenfest in Großkarlbach und das Stadtmauerfest in Freinsheim (beide im Juli).
Der offizielle Weinfestkalender, der jedes Jahr neu aufgelegt wird und alle Weinfeste sowie weitere Veranstaltungen der Urlaubsregion aufführt, zählt zur Standardausstattung vieler Pfälzer und der an Geselligkeit interessierten Gäste.
Für Fremde ungewohnt sind die Schoppengläser, aus denen bei den Festen entlang der Deutschen Weinstraße der Wein getrunken wird. Im Gegensatz zu manchen anderen Weinanbaugebieten werden nämlich nicht 0,25-Liter-Gläser, sondern 0,5-Liter-Gläser verwendet. Typisch hierfür sind die sogenannten Dubbegläser (pfälzisch für „Tupfengläser“), die sich von oben nach unten verjüngen und außen runde Vertiefungen, die „Dubbe“, aufweisen.

### Sport
Seit 1998 findet jedes zweite Frühjahr der Marathon Deutsche Weinstraße statt, der auch als Halbmarathon ausgetragen wird. Die Strecke führt von Bockenheim nach Bad Dürkheim und zurück. Schirmherrin ist die Ministerpräsidentin von Rheinland-Pfalz, Malu Dreyer.

## Geschichte

### Goldene Weinstraße
Bereits in dem von Ernst von Seydlitz gegründeten Atlantenwerk findet sich in dem in vielen Auflagen erschienenen Zusatzband „Handbuch der Geographie“ mindestens seit 1914 die Erwähnung der goldenen Weinstraße: „am ö. Rande des Pfälzerwaldes, im ,Wonnegau', ist die ,goldene Weinstraße', ein einziger ,Wingert' von Dürkheim bis Neustadt, mit Ruppertsberg, Deidesheim, Forst u. a. m.“

### Deutsche Weinstraße

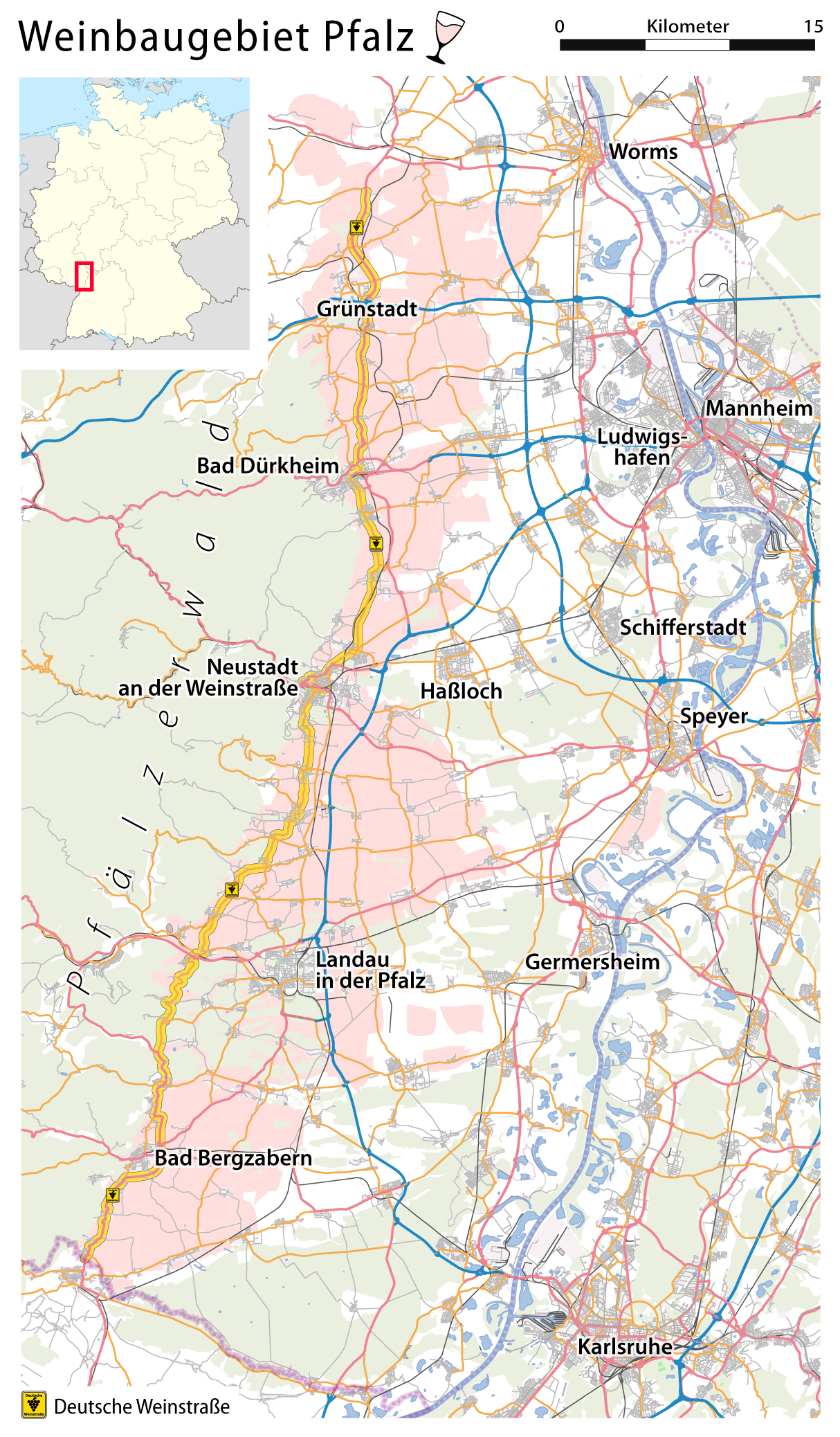
Deutsche Weinstraße (gelb) im Weinanbaugebiet Pfalz (rot)

Seit 1935 durchzieht die Deutsche Weinstraße das Weinanbaugebiet der vom früheren Königreich Bayern so benannten „Rheinpfalz“, die heute nur noch „Pfalz“ heißt, und ist damit die älteste der Weinstraßen hierzulande.
Nach dem Ersten Weltkrieg wurde die Wirtschaft in den deutschen Weinanbaugebieten zwischen 1918 und 1930 von den französischen Besatzungsbehörden kontrolliert. Frankreich schränkte den Handel in das freie Reichsgebiet wegen der wirtschaftlichen Hemmnisse des Versailler Vertrags ein. Vor allem die deutschen Weine hatten in Frankreich einen äußerst geringen Bekanntheitsgrad. Nach einer in der Pfalz um das Zweieinhalbfache über dem Durchschnitt liegenden Weinernte 1934 kam es in der Region zu einem dramatischen Preisverfall, der viele Winzerbetriebe in materielle Bedrängnis brachte. Außerdem waren die Winzer, damals noch nicht selbstvermarktend, abhängig von den Weinhändlern. Diese wiederum waren häufig Juden und wurden von der NS-Administration verdrängt, weswegen viele Winzer Absatzschwierigkeiten bekamen. Mit der Einrichtung der Deutschen Weinstraße 1935 gelang es den nationalsozialistischen Machthabern, innerhalb kurzer Zeit Fremdenverkehr und Weinabsatz zu steigern, ohne dass große Kosten entstanden; die Wirkung hält bis heute an. Mit dem Namen Deutsche Weinstraße wurde derjenige Straßenzug versehen, der die meisten Weinbaugemeinden entlang der Haardt miteinander verband, wobei sämtliche Ortsdurchfahrten auf dieser Route in Weinstraße umbenannt wurden. Die an der neuen Deutschen Weinstraße gelegenen Ortschaften konnten von nun an den Zusatz an der Weinstraße führen.
Die ersten Vorschläge für den Begriff Weinstraße waren vom Weingutsbesitzer Friedrich von Bassermann-Jordan und von seinem Freund, dem Verleger Daniel Meininger, in dessen Zeitschrift Die Pfalz am Rhein am 15. Mai 1932 gekommen. Bassermann-Jordan brachte bereits in den 1920er Jahren die Strecke zwischen Neustadt an der Haardt und Herxheim am Berg als Pfälzer Weinstraße ins Gespräch. NS-Gauleiter Josef Bürckel griff angesichts der wirtschaftlichen Notlage der pfälzischen Winzer im Juli des Jahres 1935 diesen Begriff wieder auf und setzte ihn rasch und entschlossen in die Tat um. Der Begriff Deutsche Weinstraße, der andere deutsche Weinregionen zurücksetzte, wurde Bürckel von den NS-Machthabern gewährt wegen seiner Verdienste bei der Saarabstimmung am 13. Januar 1935. Ein anderer Grund für Bürckels Eile war die bevorstehende Einführung von „Weinpatenschaften“ durch den Reichsnährstand mit anderen Städten und Gemeinden, die zur Abnahme einer bestimmten Menge an pfälzischem Wein verpflichteten. Zu einer weiteren Entlastung der Pfälzer Winzer führten dann auch Urlaubsfahrten, die durch den NS-Reiseveranstalter Kraft durch Freude organisiert wurden.

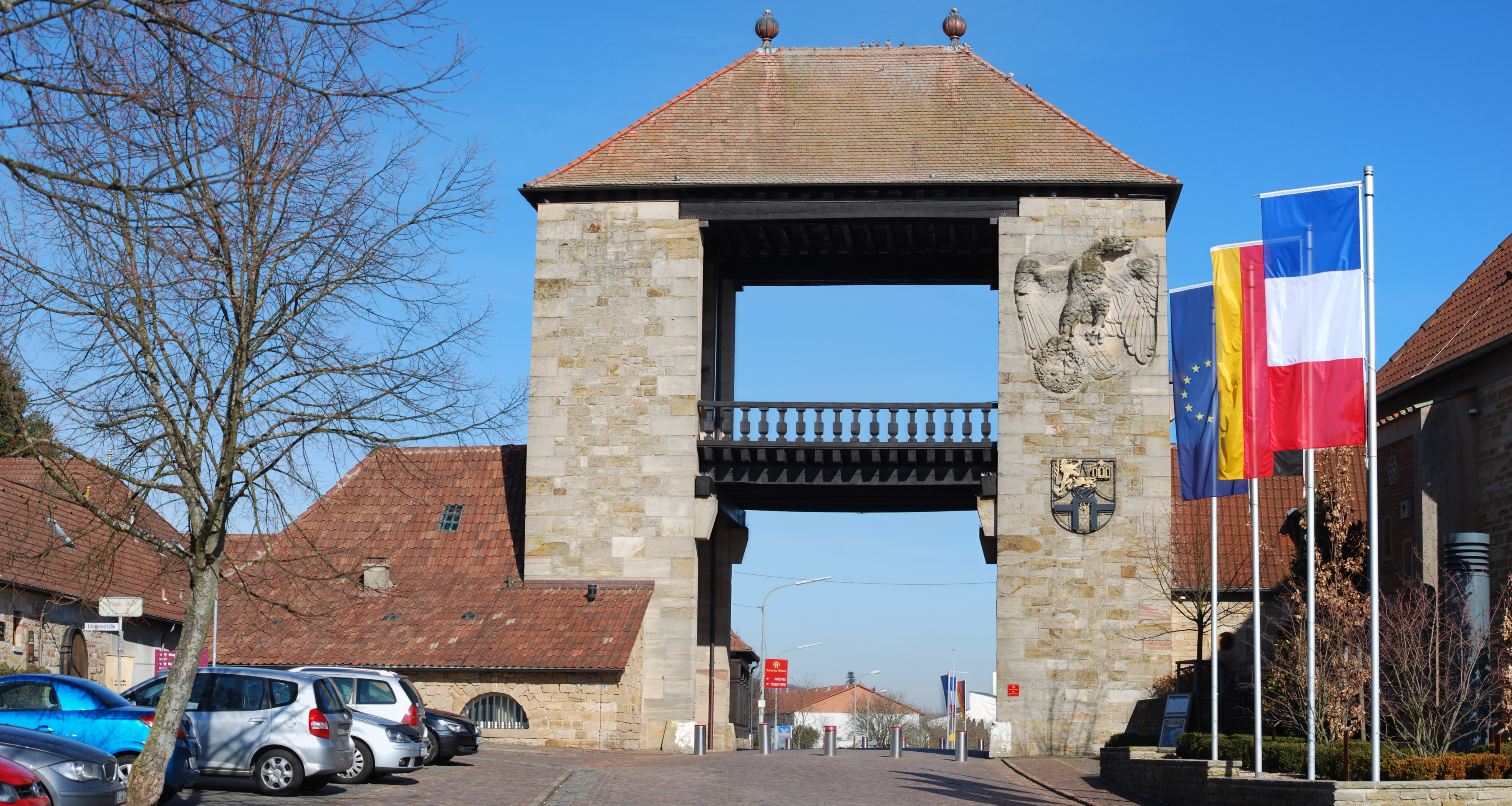
Deutsches Weintor aus Süden, vom Elsass aus

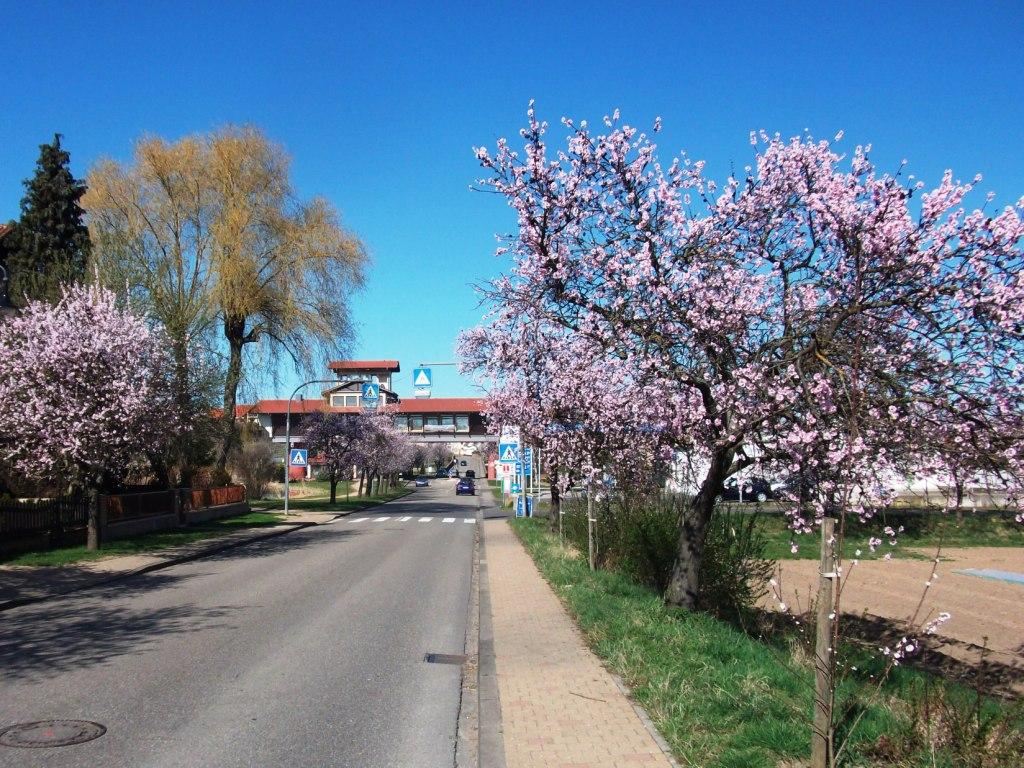
Mandelblüte am Haus der Deutschen Weinstraße

Am 10. Oktober 1935 fand auf der gewählten Strecke eine Besichtigungsfahrt statt, bei der die Straßenabschnitte, die sich in schlechtem Zustand befanden, direkt ausgebessert wurden. Gauleiter Bürckel eröffnete am 19. Oktober 1935 in Bad Dürkheim die Deutsche Weinstraße mit einem Festakt. Seine Rede trug den Titel „Kampf und Volk – Wein und Wahrheit“. Am 20. Oktober, einem Sonntag, an dem deutschlandweit das Fest der Traube und des Weines begangen wurde, folgte auf der Deutschen Weinstraße eine Eröffnungsfahrt von Schweigen nach Bockenheim, an der unter Führung des Gauleiters etwa 300 Kraftfahrzeuge teilnahmen. Für die Eröffnung – die gelenkte Presse schrieb von „Weihe“ – waren als Provisorien eine hölzerne Torattrappe in Schweigen und eine aus Pappmaschee in Grünstadt errichtet worden. 1936 erfolgte der Bau eines steinernen Weintors in Schweigen anstelle des hölzernen Provisoriums. Das ursprünglich geplante nördliche Weintor in Bockenheim wurde jedoch erst 1995 nach sechs Jahrzehnten und in einer weniger massiven Gestalt errichtet: das die Straße überspannende Haus der Deutschen Weinstraße.
Der spektakulären Eröffnung folgten einige Ergänzungsvorhaben, die nur zum Teil umgesetzt wurden. So entwarf die Abteilung Volkskunst der Pfälzischen Landesgewerbeanstalt in Kaiserslautern eine einheitliche Beschilderung, die aber nie installiert wurde. Im Januar 1937 gab es den Aufruf „An jedem Haus eine Rebe“ zum Schmücken der Deutschen Weinstraße mit passenden Traubensorten, welche die Bürgermeister für ihre Orte bei der Obst- und Weinbauschule (Neustadt an der Weinstraße, heute Dienstleistungszentrum Ländlicher Raum) bestellen mussten.

### Andere touristische Weinstraßen
Bevor moderne Verkehrsmittel es ermöglichten, Tourismus und die Vermarktung von Wein miteinander zu verbinden, war das deutsche Wort „Weinstraße“ eine abgeschliffene Form von „Wagenstraße“, und mittelalterliche Weinstraßen führten durch Gegenden ohne wesentlichen Weinbau. Die Gründung der Eisenbahn der Arader Weinstraße 1906, die auf Ungarisch sinngemäß „Eisenbahn der Arader Weinbergstraße“ hieß, macht aber deutlich, dass man schon damals begann, Weinstraßen zur touristischen Erschließung von Weinanbaugebieten zu etablieren.
Seit 1953 gibt es in Frankreich sozusagen als südliche Fortsetzung der Deutschen Weinstraße die Elsässer Weinstraße (französisch Route des vins d’Alsace). Die Route Touristique du Champagne wird auf Deutsch als Champagner-Touristenroute präsentiert.
Zwischen dem Landkreis Bad Dürkheim, in dem der Nordteil der Deutschen Weinstraße liegt, und der 1964 eingerichteten Südtiroler Weinstraße in Italien (italienisch Strada del Vino dell’Alto Adige) besteht eine grenzübergreifende Partnerschaft.
Im Lauf der Jahre wurden in anderen Weingegenden Deutschlands und des Auslands zahlreiche weitere Weinstraßen ausgewiesen:
- Ahr-Rotweinstraße
- Rota dos Vinhos do Alentejo (Portugal)
- Appia dei vini (Italien)
- Badische Weinstraße
- Bocksbeutelstraße
- Route des Grands Crus (Route der edlen Burgunderweine)
- Strada dei vini del Cantico (Italien)
- Route des vins des Côtes du Rhône (Frankreich)
- Strada del vino dei Colli Euganei (Italien)
- Elbling Route an der Obermosel
- Route touristique des vins du Jura (Frankreich)
- Strada del vino Colli dei Longobardi (Italien)
- Luxemburger Weinstraße
- Weinstraße Mansfelder Seen
- Međimurska vinska cesta (Kroatien)
- Moselweinstraße mit „Römischer Weinstraße“
- Naheweinstraße
- Niederösterreichische Weinstraße
- Rheingauer Rieslingroute
- Route du vin en Roussillon (Frankreich)
- Ruwer-Riesling-Weinstraße
- Saar-Riesling-Straße
- Weinstraße Saale-Unstrut
- Sächsische Weinstraße
- Ruta del vino de Salta (Argentinien)
- Strada del vino Soave (Italien)
- Steirische Weinstraßen (acht, Österreich)
- Weinstraße Villány-Siklós (Ungarn)
- Württemberger Weinstraße

## Filme (Auswahl)
- Deutschlands Traumstraßen. Die Weinstraße. Dokumentarfilm, Deutschland, 2015, 43:04 Minuten, Buch und Regie: Franziska Boeing, Produktion: ecomedia, ZDF, arte, Reihe: Deutschlands Traumstraßen, Erstsendung: 17. April 2015 bei arte, Inhaltsangabe von ARD, online-Video.
- Der Coup des Gauleiters – Die Geburt der Deutschen Weinstraße. Dokumentarfilm, Deutschland, 2016, 29:45 Minuten, Buch und Regie: Julia Melan, Produktion: SWR, Reihe: Bekannt im Land, Erstsendung: 23. Oktober 2016 bei SWR Fernsehen, Inhaltsangabe von ARD.
- Auf der Deutschen Weinstraße – Menschen und Spuren entlang einer Ferienstraße. Dokumentarfilm, Deutschland, 2017, 44:53 Minuten, Buch und Regie: Andreas Berg, Produktion: Eikon Südwest, SWR, Erstsendung: 23. Oktober 2017 bei SWR Fernsehen, Inhaltsangabe von ARD, online-Video aufrufbar bis zum 22. Oktober 2018.